# هافا ناجيلا

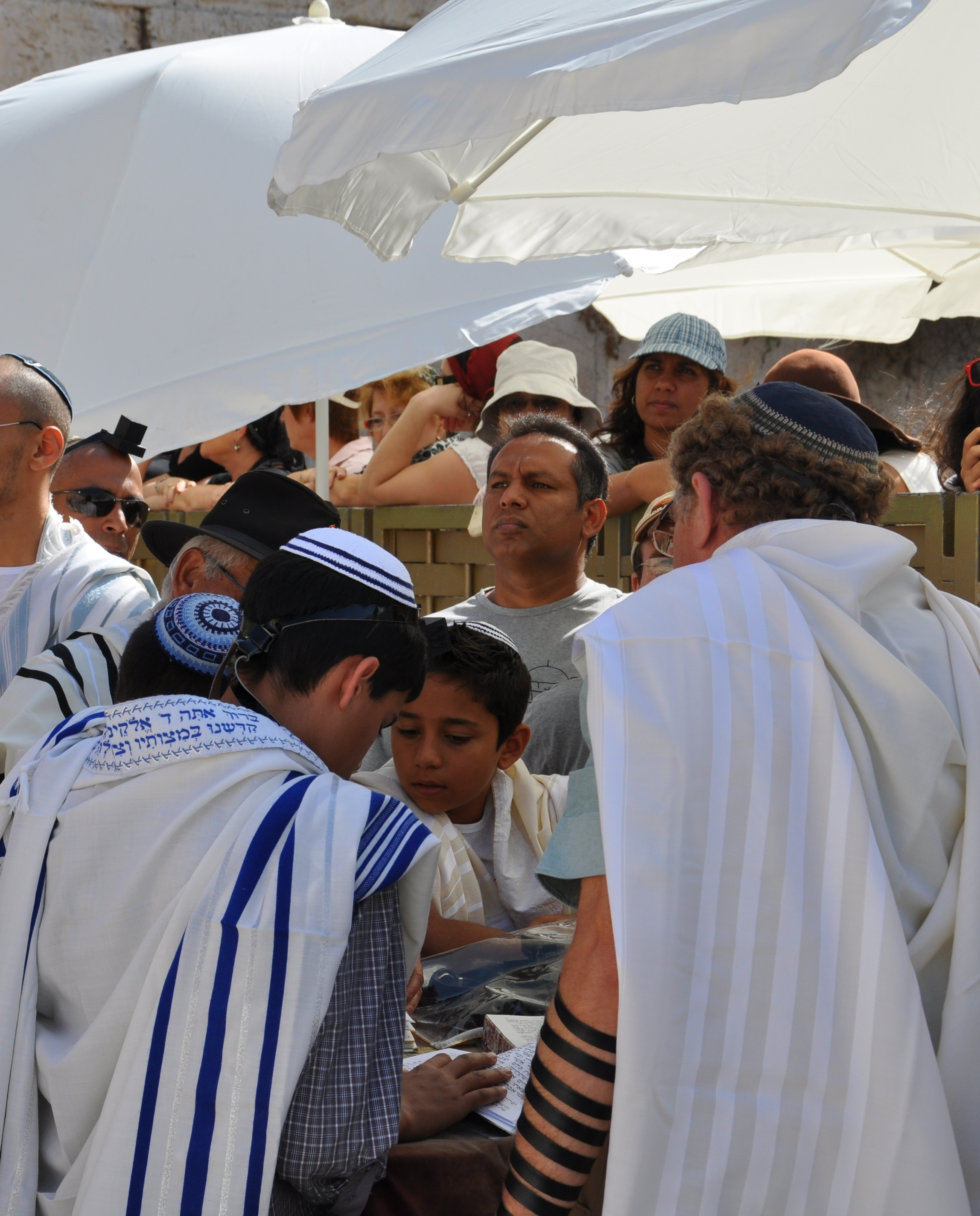

هافا ناجيلا (بالعبرية: הבה נגילה) هي أغنية يهودية شعبية وتعني «دعونا نحتفل» ويغنيها اليهود والغجر في احتفالاتهم. كتبت كلمات الأغنية عام 1917 احتفالا بانتصار بريطانيا في الحرب العالمية الأولى في فلسطين وإعلان وعد بلفور، وكلمات الأغنية من تأليف أبراهام تسفي إيديلسون. واللحن هو لحن أوكراني شعبي مع منطقة بوكوفينا. أذيعت الأغنية في حفل في القدس في تلك السنة، وسُجلت عام 1918.

## نص الأغنية مع ترجمة عربية
| عبرية                 | اللفظ                   | عربية                                        |
| --------------------- | ----------------------- | -------------------------------------------- |
| הבה נגילה             | هافا ناجيلا             | لنفرح                                        |
| הבה נגילה             | هافا ناجيلا             | لنفرح                                        |
| הבה נגילה ונשמחה      | هافا ناجيلا فينسماخا    | لنفرح ونسعد                                  |
|                       | (تكرار البيت)           |                                              |
| הבה נרננה             | هافا نِرَنينا             | لنغني                                        |
| הבה נרננה             | هافا نِرَنينا             | لنغني                                        |
| הבה נרננה ונשמחה      | هافا نِرَنينا فينِسْماخا    | لنغني ونسعد                                  |
|                       | (تكرار البيت)           |                                              |
| !עורו, עורו אחים      | عورو، عورو أخيم!        | استفيقوا، استفيقوا أيها الإخوان              |
| עורו אחים בלב שמח     | عُورو أخيم بِلِف سَمِيّأخ     | استفيقوا أيها الإخوان بقلب سعيد              |
|                       | (تكرار البيت ثلاث مرات) |                                              |
| !עורו אחים, עורו אחים | عورو أخيم، عورو أخيم!   | استفيقوا أيها الإخوان، استفيقوا أيها الإخوان |
| בלב שמח               | بِلِف سَمِيّأخ               | بقلب سعيد                                    |
|                       |                         |                                              |

## الاستخدام في الرياضة

### أياكس أمستردام
يستخدم مشجعو نادي كرة القدم الهولندي أياكس أمستردام الأغنية، وذلك بالرغم من أن النادي ليس يهودياً بصورة رسمية ولكن يشيع استخدام الرموز الثقافية اليهودية بصورة تقليدية. وتعد أغنية هافا ناجيلا أحد الملامح الأساسية لثقافة القاعدة الشعبية للنادي حيث تُسمع الأغنية وهي تُغنى في الملعب من قبل المشجعين، حتى أصدر النادي نسخاً للتحميل لنغمات رنين الهاتف للأغنية على الموقع الرسمي.

### توتنهام هوتسبير
يشير مشجعو نادي توتنهام هوتسبير الإنجليزي إلى أنفسهم باسم «الييد» (بالإنجليزية: Yids) وهي كلمة إنجليزية دارجة تعني يهوداً من أصولٍ يديشية، وترتبط ثقافة المشجعين إلى حد ما بالرموز والثقافة اليهودية. واعتمد النادي أغنية هافا ناجيلا نشيدًا، وهي من أكثر الأغاني التي يمكن سماعها وهي تُغنى في ستاد وايت هارت لين.

## وصلات خارجية
- الأغنية على يوتيوب على يوتيوب